# 拉萨旋缝虫
拉萨旋缝虫（学名：Spirosuturia lhasaensis）为旋缝科旋缝虫属的动物。在中国，分布于西藏等，营寄生生活，寄生在拉萨裸裂尻鱼的鳃。